# Posguerra de la Segunda Guerra Mundial

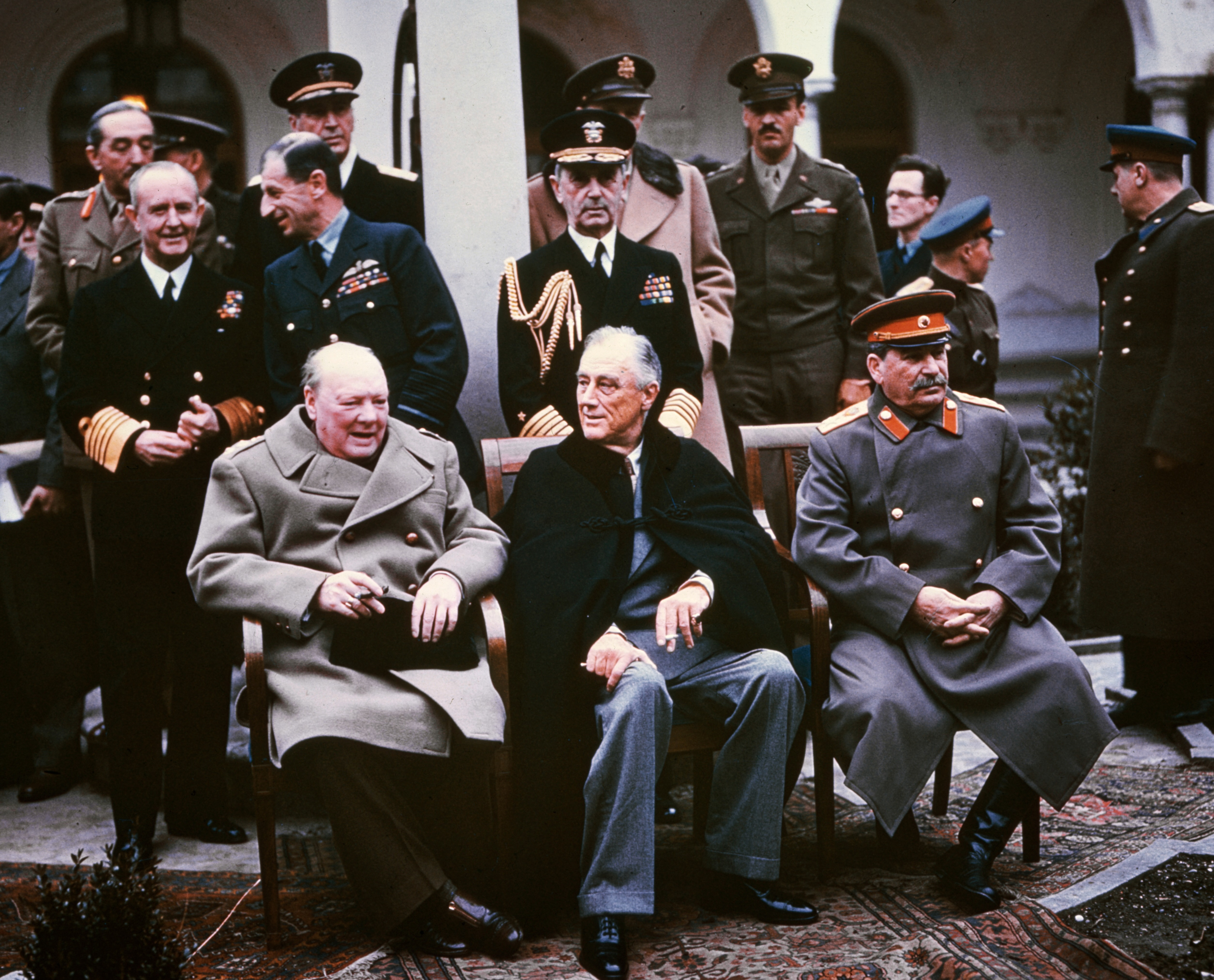
«Tres Grandes» durante la Conferencia de Yalta: Winston Churchill, Franklin D. Roosevelt y Iósif Stalin.

La posguerra de la Segunda Guerra Mundial es el período de la historia que siguió al fin de ese conflicto bélico internacional. Estuvo definida por el declive de los imperios coloniales europeos y el surgimiento simultáneo de dos superpotencias: la Unión Soviética (URSS) y los Estados Unidos (EE. UU.). Aliados durante la guerra, los EE. UU. y la URSS se convirtieron en competidores en el escenario mundial y se involucraron en la Guerra Fría, llamada así porque nunca dio lugar a una guerra abierta y declarada entre las dos potencias, sino que se caracterizó por el espionaje, la subversión política y guerras indirectas. Europa Occidental y Japón se reconstruyeron a través del Plan Marshall estadounidense, mientras que Europa oriental cayeron bajo la esfera de influencia soviética y, finalmente, detrás de una "cortina de hierro". Europa se dividió en un bloque occidental liderado por Estados Unidos y un bloque oriental liderado por los soviéticos.
Internacionalmente, las alianzas con los dos bloques cambiaron gradualmente, con algunas naciones tratando de mantenerse al margen de la Guerra Fría a través del Movimiento de Países No Alineados. La guerra también vio una carrera armamentista nuclear entre las dos superpotencias. Parte de la razón por la que la Guerra Fría nunca se convirtió en una guerra "caliente" fue que la Unión Soviética y los Estados Unidos tenían disuasivos nucleares entre sí, lo que condujo a un punto muerto bajo la doctrina de destrucción mutua asegurada.
Como consecuencia de la guerra, los Aliados crearon las Naciones Unidas, una organización para la cooperación internacional y la diplomacia, que reemplazaría a la Sociedad de Naciones. Miembros de las Naciones Unidas acordaron prohibir las guerras de agresión en un intento por evitar una Tercera Guerra Mundial. Las grandes potencias devastadas de Europa occidental formaron la Comunidad Europea del Carbón y del Acero, que más tarde se convirtió en la Comunidad Económica Europea y, en última instancia, en la actual Unión Europea. Este esfuerzo comenzó principalmente como un intento de evitar otra guerra entre Alemania y Francia mediante la cooperación e integración económica, y un mercado común para importantes recursos naturales.
El final de la guerra también aumentó la tasa de descolonización de las grandes potencias con la independencia otorgada a la India (del Reino Unido), Indonesia (de los Países Bajos), Filipinas (de los Estados Unidos) y una serie de naciones árabes, principalmente de los derechos específicos que se habían otorgado a los grandes poderes de los Mandato de la Sociedad de las Naciones en la era posterior a la Primera Guerra Mundial, pero que a menudo existían de facto mucho antes de esta época. La independencia para las naciones del África subsahariana llegó más lentamente.
Las secuelas de la Segunda Guerra Mundial también vieron el aumento de la influencia comunista en Asia, cuando el Partido Comunista Chino salió victorioso de la guerra civil china en 1949, dando origen a la República Popular de China, que tuvo influencia en otros conflictos en la región, como la guerra de Indochina y la guerra de Corea.

## El inicio de la rivalidad entre los antiguos aliados
Durante la guerra, los soviéticos sospechaban que los británicos y estadounidenses habían optado por dejar a los rusos el grueso del esfuerzo bélico, y que forjarían una unión contra los soviéticos una vez que la guerra estuviera decidida a favor de los aliados, para forzar a la URSS a firmar un tratado de paz ventajoso para los intereses occidentales. Estas sospechas minaron las relaciones entre los aliados durante la Segunda Guerra Mundial. El modelo estadounidense de «estabilidad» se basaba en la instauración de gobiernos y mercados económicos parecidos al estadounidense con la creencia de que los países así gobernados acudirían a organizaciones internacionales (como la entonces futura ONU) para arreglar sus diferencias.
Sin embargo, los soviéticos creían que la estabilidad habría de basarse en la integridad de las propias fronteras de la Unión Soviética. Este razonamiento nace de la experiencia histórica de los rusos, que habían sido invadidos desde el Oeste durante los últimos 150 años. El daño sin precedentes infligido a la URSS durante la invasión nazi (alrededor de 27 millones de muertos y una destrucción generalizada y casi total del territorio invadido) conminó a los líderes moscovitas a asegurarse de que el nuevo orden europeo posibilitara la existencia a largo plazo del régimen soviético, y que este objetivo solo podría conseguirse mediante la eliminación de cualquier gobierno hostil a lo largo de la frontera occidental soviética, y el control directo o indirecto de los países limítrofes a esta frontera, para evitar la aparición de fuerzas hostiles en estos países.
Durante la conferencia de Yalta, en febrero de 1945, los aliados trataron de crear un marco sobre el que trabajar en la reconstrucción de la Europa de la posguerra, pero no se llegó a ningún consenso. Tras el fin de la Segunda Guerra Mundial en Europa, los soviéticos ocuparon de facto las zonas de la Europa del Este que habían defendido, mientras que las fuerzas estadounidenses y sus aliados se mantenían en la Europa Occidental. En el caso de la Alemania ocupada, se crearon las zonas de ocupación aliada en Alemania y una difusa organización cuatripartita compartida con franceses y británicos. Para el mantenimiento de la paz mundial, los aliados crearon las Naciones Unidas, pero su capacidad de actuación estaba limitada por el Consejo de Seguridad, en el que las potencias victoriosas de la Segunda Guerra Mundial se aseguraron el poder de vetar aquellas acciones contrarias a sus intereses. La ONU se convirtió así durante sus primeros años en un foro donde las potencias se enzarzaban en luchas retóricas, y que los soviéticos utilizaban con fines propagandísticos.
En la conferencia de Potsdam, iniciada a finales de julio de 1945, emergieron las primeras diferencias relevantes acerca de Alemania y la Europa del Este. Los participantes de la conferencia no ocultaron sus antipatías, y el uso de un lenguaje belicoso confirmó las intenciones mutuamente hostiles que defendían cada vez con más ahínco. Durante esta conferencia, Truman informó a Stalin que los Estados Unidos habían creado una nueva arma. Una semana después de finalizar la conferencia, los Estados Unidos lanzaron la bomba atómica sobre Hiroshima y Nagasaki.